# La sceriffa
La sceriffa è un film parodia del 1959 diretto da Roberto Bianchi Montero.

## Trama
In un paesino del Far West, Rio Ciuccio, imperversa una banda di ladri che ha come capo Donovan, proprietario del saloon. Lo sceriffo, Mike Conway, tentando di imporre la legge, è morto in una sparatoria con lo stesso Donovan e il suo posto viene preso inaspettatamente dalla vedova Carmela, napoletana trapiantata nel West. La donna dimostra grande coraggio e rigore e ben presto con le sue abilità di sparatrice, con la sua parlantina sciolta e con i suoi spaghetti mette K.O. la banda di malviventi. Ristabilito l'ordine nella polverosa cittadina, Carmela torna in Italia.